# Stelică Muscalu
Stelică Muscalu (n. 6 octombrie 1956, Frasinu, România) este un profesor de muzică, regizor muzical și compozitor român.

## Pregătire
Conservatorul „Ciprian Porumbescu” din București, absolvit în anul 1980, cu media 10,00 , 

Facultatea -  Pedagogie muzicală, Compoziție, Muzicologie, 

Secția – Pedagogie muzicală, 

Dublă specializare: Muzică vocală și instrumentală (pian)

## Activitate profesională
Începând cu anul 1975, a activat în coruri de cameră precum: Atheneum, Musica Sacra, Divina Armoniae– cu care a susținut numeroase concerte și a participat la festivaluri internaționale. (Arezzo – Italia, 1976; Korck – Irlanda, 1978; Loreto – Italia, 1991)
Între anii 1980 – 1990 – a fost profesor titular în învățământul de cultură generală, București.
În paralel cu activitatea didactică, între anii 1980 – 1982, a fost membru colaborator al Corului Madrigal, condus de Marin Constantin și în perioada 1976 –1992 – colaborator al RadioTeleviziunii Române, în concerte și înregistrări, ca membru al grupului vocal Studio B.
Începând cu anul 1992, a fost membru al Ansamblului de Operă și Operetă Münchener Opernbühne, cu care a efectuat turnee artistice în Germania, Austria, Franța, Luxemburg, Elveția, Danemarca, Suedia, Norvegia, Olanda, Belgia.
Compania Münchener  Opernbühne a abordat un vast  repertoriu de operă și operetă, toate  lucrările fiind susținute în limba germană. O mare parte dintre spectacolele susținute au fost pregătite și dirijate de maestrul Paul Popescu, fost dirijor al Operei Române și al Orchestrei Simfonice a Radiodifuziunii Române.
Începând cu 1997 până în 2004, s-a ocupat cu pregătirea în calitate de dirijor, Ansamblul vocal al Companiei Operettenbühne Wien. 
A susținut de asemenea, roluri solistice  în cadrul spectacolelor acestei companii.
Exemple:
St.Brioche în Die Lustige Witwe (în peste 100 de spectacole)
Marchese Cavalotti în Masche in Blau
Pelegrin în Der Graf von Luxemburg
Dr. Blind, Advokat în Die Fledermaus   ș.a.   
Împreună cu Ansamblul vocal al Companiei Operettenbühne Wien a efectuat turnee artistice în multe țări din Europa dar și în cele mai mari orașe din China (2001 și 2003) și Japonia (1998 și 2000).
Din 1990 până în prezent este profesor titular (Gradul didactic I), la Catedra de Teorie și Solfegii - Școala de Muzică și Arte Plastice nr.3 din București – recompensat cu Salariu de merit, în ultimii 2 ani.
Din 2004 până în prezent, în paralel cu activitatea didactică, este colaborator constant al Teatrului Național Radiofonic, SRR, în calitate de regizor muzical, compozitor, corepetitor, interpret.
În această calitate a realizat în jur de 50 de spectacole (cuprinzând toate genurile), în majoritatea proiectelor Redacției Teatru.
A colaborat cu 15 regizori artistici (angajați ai Redacției Teatru și invitați).

## Spectacole radiofonice la care a colaborat în calitate de regizor muzical

### În cadrul proiectului Dramaturgi români contemporani
- „Decalogul după Hess” de Alina Nelega  
                 Regia artistică: Alina Nelega
- „Sacrificiul” de Ioan Drăgoi             
               Regia artistică: Cezarina Udrescu
- „Chipul lui Dumnezeu” de Costin Manoliu   
              Regia artistică: Claudiu Goga
- „Crize”  de Mihai Ignat                   
              Regia artistică: Gavriil Pinte
- „Lăsați-l pe clovn în casă!”de Cornel Udrea   
          Regia artistică: Mihai Lungeanu
- „Șase autori în căutarea unui personaj” de Val Butnaru 
 Regia artistică: Petru Hadîrcă
- „Taina cerșetorului” de Costin Manoliu          
        Regia artistică: Cristian Munteanu
- „Viața lui Max Ionescu” de Bogdan Dumitrescu     
       Regia artistică: Răzvan Popa
- „Pauza regelui” de Marius Damian            
            Regia artistică: Alexandru Dabija
- „Întâlnirea” de Gabriela Adameșteanu          
          Regia artistică: Cătălina Buzoianu

(spectacol nominalizat pentru Premiile UNITER ediția 2008 la categoria cel mai bun spectacol de teatru radiofonic) 
- „Elogiul nebuniei” de Dumitru Solomon     
              Regia artistică: Mihai Lungeanu
- „Victoria și crocodilul” de Costin Manoliu        
      Regia artistică: Alexandru Dabija
- „Angajare de clovn” de Matei Vișniec      
              Regia artistică: Gavriil Pinte

### În cadrul proiectului Dramaturgi străini contemporani
- „Așteptându-l pe Godot” de Samuel Beckett   
             Regia artistică: Gavriil Pinte
- „Scrisoare tinerilor actori” de Olivier Py    
           Regia artistică: Cezarina Udrescu
- „Soluții la solicitări solidare”de Dimitris Dimitriadis 
 Regia artistică: Cezarina Udrescu
- „Pentru Louis de Funès” de Valère Novarina        
       Regia artistică: Mihai Lungeanu

### În cadrul proiectului Biografii, Memorii (teatru-document)
Un serial prezentat în 9 episoade, realizate după scenarii de Costin Manoliu - Regia artistică: Cristian Munteanu
- „Valeriu Moisescu: Bucuria zborului”
- „Valeriu Moisescu: Teatrul ca sărbătoare”
- „Valeriu Moisescu: De la teatrul poetic la teatrul polemic”
- „Valeriu Moisescu: Aventuri teatrale cu final imprevizibil”
- „Valeriu Moisescu: Prin hățișul cenzurii”
- „Valeriu Moisescu: Alunecarea spre râs”
- „Valeriu Moisescu: Clasicii, martori ai acuzării”
- „Valeriu Moisescu: Neliniștea râsului deconectant”
- „Valeriu Moisescu: Înveți învățând pe alții”
- „Anna Brâncoveanu, Contesă de Noailles”- scenariu de Sanda Socoliuc, regia artistică: Cristian Munteanu
- „Mansardă la Paris cu vedere spre moarte” de Matei Vișniec, regia artistică: Mihai Lungeanu

(Locul 5 în Top-Ten Radio-Drama, PRIX EUROPA, Berlin 2006)
- „Pirandello – Fiul Haosului” de Constantin Venerus Popa, regia artistică: Mihai Lungeanu
- „Când ei, cei morți vor învia” – o biografie poetică a lui Henrik Ibsen, regia artistică: Ilinca Stihi
- „Jacques Brel: Visând un imposibil vis” – scenariu de Flavia Buref, regia artistică: Leonard Popovici
- „Ochii Arhanghelului din vis” – o biografie a lui Eminescu după poemele lui Liviu Ioan Stoiciu, regia artistică: Gavriil Pinte

### În cadrul proiectului Musical –Show (muzicaluri)
- „Păguboșii” de Miron Radu Paraschivescu

Regia artistică: Ilinca Stihi

Muzica: Laurențiu Profeta
- „Ah, ce mare supărare!” de Magda Duțu

Regia artistică: Attila Vizauer

Muzica: Dan Dimitriu
- „Un noroc…cu cântece” de Flavia Buref

Regia artistică: Cristian Munteanu

Muzica: Ionel Tudor
- „Nuntă cu bucluc” de Teodora Popa Mazilu

Regia artistică: Leonard Popovici

Muzica: Marcel Dragomir
- „Stăpânul tăcerii” de Horia Gârbea

Regia artistică: Leonard Popovici

Muzica: Marcel Dragomir
- „Don Juan și …Alexandra” de Ovidiu Dumitru

Regia artistică: Cristian Munteanu

Muzica: Dumitru Lupu
- „Insula cu amintiri” de Cornel Udrea

Regia artistică: Mihai Lungeanu

Muzica: Ionel Tudor

Notă: La aceste spectacole a colaborat în calitate de regizor muzical, corepetitor și interpret.

### În cadrul proiectului Teatrul Național Radiofonic – Premieră la RRC
- „Îmblânzirea scorpiei” de William Shakespeare     Regia artistică: Gavriil Pinte
- „1241” și „Oameni și pietre” de Mircea Eliade     Regia artistică: Cezarina Udrescu
- „Amadeus” după Peter Shaffer                      Regia artistică: Ilinca Stihi

### În cadrul proiectului Teatrul Național Radiofonic – la RRA
- „Levantul” de Mircea Cărtărescu                                         Regia artistică: Gavriil Pinte

Premiul UNITER pentru Cel mai bun spectacol radiofonic în 2004

(interpretare, compoziție și adaptare muzicală)
- „Ambasadorul și Ambasadoarea” de Mikko Heikinheimo                      Regia artistică: Cezarina Udrescu
- „Domnișoara din Tacna” de Mario Vargas Llosa                            Regia artistică:Cristian Munteanu

### În cadrul proiectului Teatru scurt
- „Ziua în care nu s-a întâmplat nimic” de Antoaneta Zaharia              Regia artistică: Theo Herghelegiu

### În cadrul proiectului Teatrul Național Radiofonic pentru copii la RRA
- „Trei crai de la răsărit”                                               Regia artistică: Cezarina Udrescu

### În cadrul proiectului Carul lui Tespis (emisiuni scenarizate)
- a realizat o serie de emisiuni de actualitate teatrală (10 emisiuni)

În cadrul proiectului Divertisment
- spectacolul „Zâmbete cu…și fără motiv”                                  Regia artistică: Celina Petrescu

(compoziție, pregătirea și înregistrarea pieselor muzicale)